# Fundación Escuela Taller de Popayán
La Fundación Escuela Taller de Popayán es una fundación de educación técnica de carácter público, ubicada en el sector histórico de Popayán, Colombia. Fue fundada por la Agencia Española de Cooperación Internacional para el Desarrollo (AECID), el Ministerio de Cultura de Colombia y el Servicio Nacional de Aprendizaje (SENA) para capacitar alumnos en áreas que fomenten la cultura y la conservación del patrimonio cultural de la región pacífica de Colombia y que se encuentren en riesgo de desaparición. Hace parte de la Red Nacional de Escuelas Taller de Colombia.
Por el trabajo y la importancia de la Escuela Taller, el rey Juan Carlos I de España le otorgó el 8 de julio de 2008 la Orden del Mérito Civil en el grado Cruz de Oficial. Así mismo, la gobernación del departamento del Cauca le otorgó la medalla José Hilario López y la Alcaldía de Popayán le confirió la medalla de oro del Escudo de Popayán.

## Historia

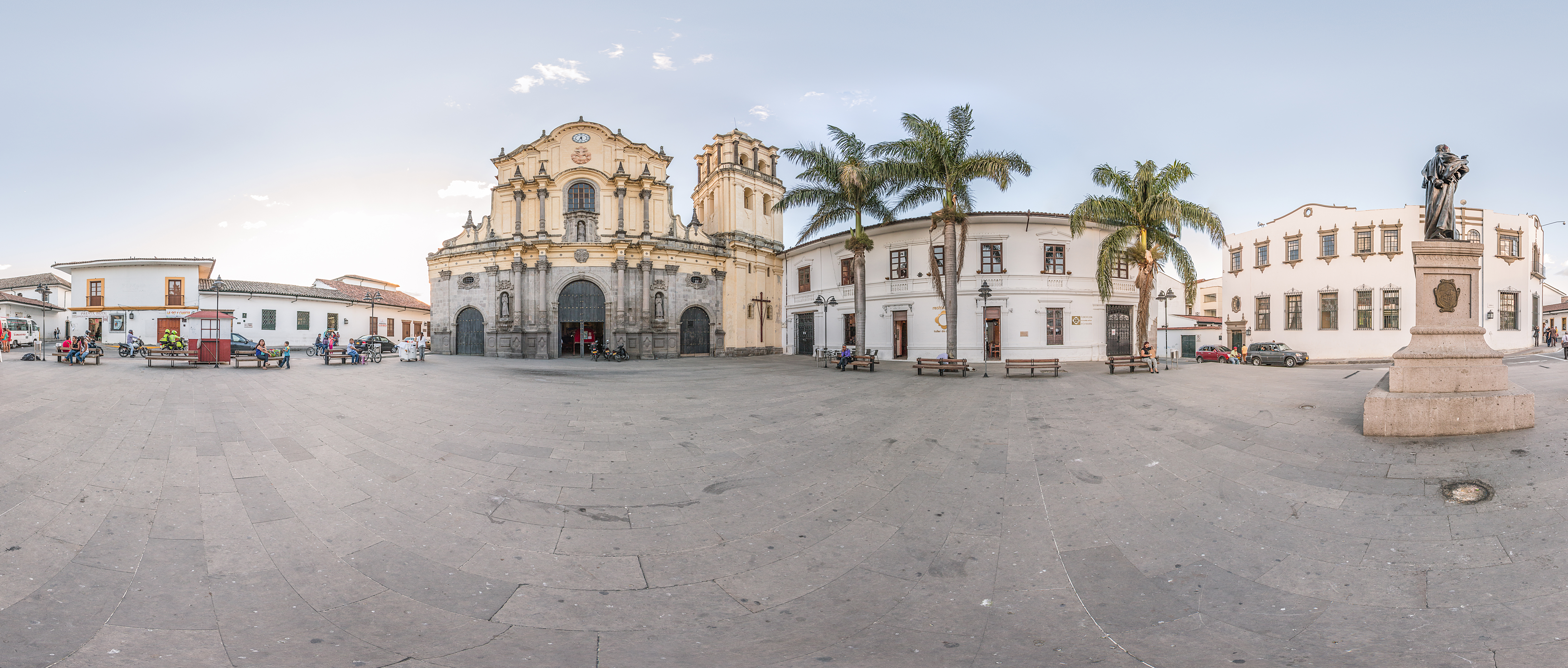
Panorámica de la plazoleta de San Francisco (Popayán), con la iglesia del mismo nombre y a su derecha el inmueble donde funciona la Escuela Taller.

El 14 de diciembre de 1995, el Ministerio de Relaciones Exteriores de Colombia, la Agencia Española de Cooperación Internacional para el Desarrollo (AECID), el Ministerio de Cultura, el Servicio Nacional de Aprendizaje (SENA), las Gobernaciones del Cauca y Bolívar y las alcaldías de Cartagena de Indias, Popayán y Santa Cruz de Mompox sellaron su compromiso de colaboración para apoyar las actividades de las Escuelas Taller, que empezaron a funcionar en esas tres ciudades.
La Escuela Taller de Popayán está situada en la plazoleta de San Francisco, en el inmueble que ocupó la antigua Imprenta Departamental, edificio cedido por la Gobernación de Cauca y remodelado por los propios alumnos del plantel. La Escuela se ha destacado en la ciudad por las obras realizadas en el centro histórico de la capital caucana, entre ellas, la restauración de la Casa Obando, la iglesia de El Carmen, la iglesia de Yanaconas, la iglesia de La Encarnación, la intervención en la plazoleta de San Francisco y el Parque Caldas. También ha adelantado trabajos en otros lugares fuera de Popayán, como el teatro municipal de Buga y la iglesia de La Merced (alto de Cauca), entre otros.
Esta escuela desempeñó un papel importante en la reconstrucción de Popayán después del terremoto de 1983, como pionera en algunos trabajos de restauración que no se habían podido adelantar años después del sismo y en la recuperación de algunas de las edificaciones antiguas del centro histórico.

## Áreas de capacitación
- Construcción
- Madera (Ebanistería y carpintería)
- Cocina (Gastronomía)
- Metalmecanica, forja y fundición
- Vidrio (vitral, mosaico)
- Jardinería
- Pintura y acabados arquitectónicos
- Joyería
- Talla de madera y cuero
- Cantería
- Lutería
- Restauración de pintura mural